# Araeoncus altissimus
Araeoncus altissimus es una especie de araña araneomorfa del género Araeoncus, familia Linyphiidae. La especie fue descrita científicamente por Simon en 1884.
La longitud del cuerpo del macho es de aproximadamente 2,6 milímetros. La especie se distribuye por Europa: Francia, Italia y Azerbaiyán.